# Batalla de Yarmuk
La batalla de Yarmuk fue un enfrentamiento militar librado entre los días 15 y 20 de agosto de 636 a orillas del río Yarmuk entre los ejércitos del Imperio bizantino y el Califato ortodoxo.

## Antecedentes
En el 634 las fuerzas musulmanas invadieron el Levante forzando a los bizantinos a replegarse hacia Siria. Pero viendo la oportunidad de invadir Palestina mientras las fuerzas del califa Úmar ibn al-Jattab estaban distraídas en la conquista del Imperio sasánida, a finales de 635 un gran ejército bizantino reforzado con mercenarios francos, eslavos, georgianos, armenios y gasánidas (árabes cristianos) se reunió en Alepo desde donde marchó a Antioquía. El mando de la tropa en batalla estaba a cargo de Teodoro Tritirio, secundado por Vahan, antiguo comandante de Edesa y jefe de las tropas armenias. Las tropas musulmanas, dirigidas por Jálid ibn al-Walid, estaban en Emesa desde donde retrocedió ante el avance bizantino hasta el río Yarmuk.

## La batalla

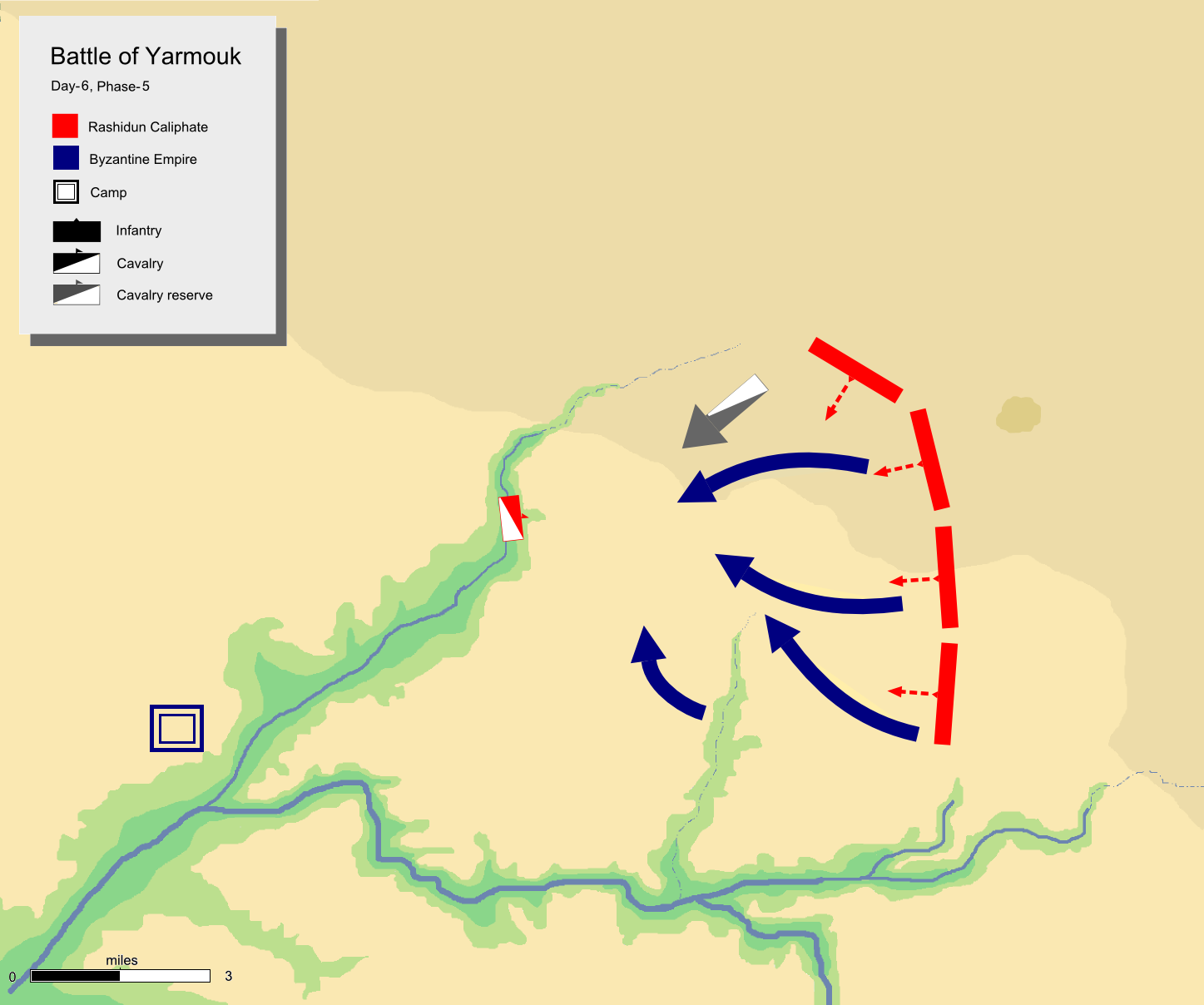
Sexto día de batalla.

Antes de la batalla se produjeron tensiones dentro de las fuerzas cristianas, específicamente entre el emperador Heraclio y Vahan, que tendrán una importancia decisiva en el desarrollo de la acción. 
Los primeros cuatro días de lucha la situación se mantuvo equilibrada, con constantes ataques y contraataques sin mayor éxito; pero el quinto día, Vahan, que había sufrido demasiadas bajas entre los suyos, empezó a negociar secretamente con los musulmanes cuando sus tropas fueron detenidas en su ofensiva de aquel día. En la sexta jornada se produjo una tormenta de arena, lo que fue aprovechado por Vahan para retirarse con sus tropas, dejando el flanco izquierdo de los bizantinos al descubierto. Los árabes aprovecharon entonces para flanquear al enemigo, los romanos ante tal presión rompieron filas y se dieron a la fuga. En el caos producido provocó  que miles de ellos fueran masacrados.

## Consecuencias
La derrota fue un desastre total para Bizancio, que ya estaba agotado por veintinueve años de guerra contra los persas, ganada a un alto coste. Tras la batalla Heraclio quedó sin fuerzas para formar un nuevo ejército, al poco tiempo se dio el contraataque árabe que se apoderó de Siria. Egipto quedó aislado por tierra, y finalmente cayó tras la muerte del emperador con la rendición de Alejandría en noviembre de 642.